# Orbeasca
Orbeasca è un comune della Romania di 8 029 abitanti, ubicato nel distretto di Teleorman, nella regione storica della Muntenia. 
Il comune è formato dall'unione di 3 villaggi: Lăceni, Orbeasca de Jos, Orbeasca de Sus.
La sede comunale è ubicata nell'abitato di Orbeasca de Jos.